# Agenție de publicitate
Agenția de publicitate este o companie care joacă rolul de intermediar între producătorul de bunuri și servicii și mediile de informare în masă care aduc în final mesajul la cunoștința consumatorilor. În acest mod sunt satisfăcute necesitățile de publicitate ale clientului agenției.
Cele mai mari agenții de publicitate din lume, numite și Big 6 sunt: WPP Group (Marea Britanie), Omnicom (Statele Unite), Interpublic (Statele Unite), Publicis (Franța) , Dentsu (Japonia) și Havas (Franța).